# Метод форсування відбирань рідини
Метод форсування відбирань рідини (рос. метод форсирования отборов жидкости; англ. method of oil withdrawal boosting; нім. Methode f der Forcierung von Flüssigkeitsförderungen) — гідродинамічний метод підвищення нафтовилучення із пластів під час заводнення, технологічна суть якого полягає в постійному збільшенні дебітів видобувних свердловин (зменшенні вибійного тиску). Цим створюються високі градієнти тиску в пласті, залучаються до розробки залишені цілики нафти, лінзи, тупикові і застійні зони, малопроникні пропластки і ін. Метод ефективний за обводненості продукції не менше 80-85 % (початок завершальної стадії розробки), високих коефіцієнтів продуктивностей свердловин і можливості збільшення дебітів (стійкий колектор тощо).